# Прад-д’Обрак
Прад-д’Обра́к (фр. Prades-d'Aubrac, окс. Pradas d'Aubrac) — коммуна во Франции, находится в регионе Окситания. Департамент — Аверон. Входит в состав кантона Сен-Женье-д’Ольт. Округ коммуны — Родез.
Код INSEE коммуны — 12187.
Коммуна расположена приблизительно в 490 км к югу от Парижа, в 160 км северо-восточнее Тулузы, в 36 км к северо-востоку от Родеза.

## Население
Население коммуны на 2008 год составляло 419 человек.
| 1962 | 1968 | 1975 | 1982 | 1990 | 1999 | 2008 |
| ---- | ---- | ---- | ---- | ---- | ---- | ---- |
| 573  | 692  | 557  | 511  | 438  | 402  | 419  |

## Экономика
В 2007 году среди 248 человек в трудоспособном возрасте (15—64 лет) 169 были экономически активными, 79 — неактивными (показатель активности — 68,1 %, в 1999 году было 67,7 %). Из 169 активных работали 159 человек (100 мужчин и 59 женщин), безработных было 10 (5 мужчин и 5 женщин). Среди 79 неактивных 14 человек были учениками или студентами, 41 — пенсионерами, 24 были неактивными по другим причинам.

## Достопримечательности
- Церковь Сен-Лоран (XVI век). Памятник истории с 1929 года[3]

## Фотогалерея

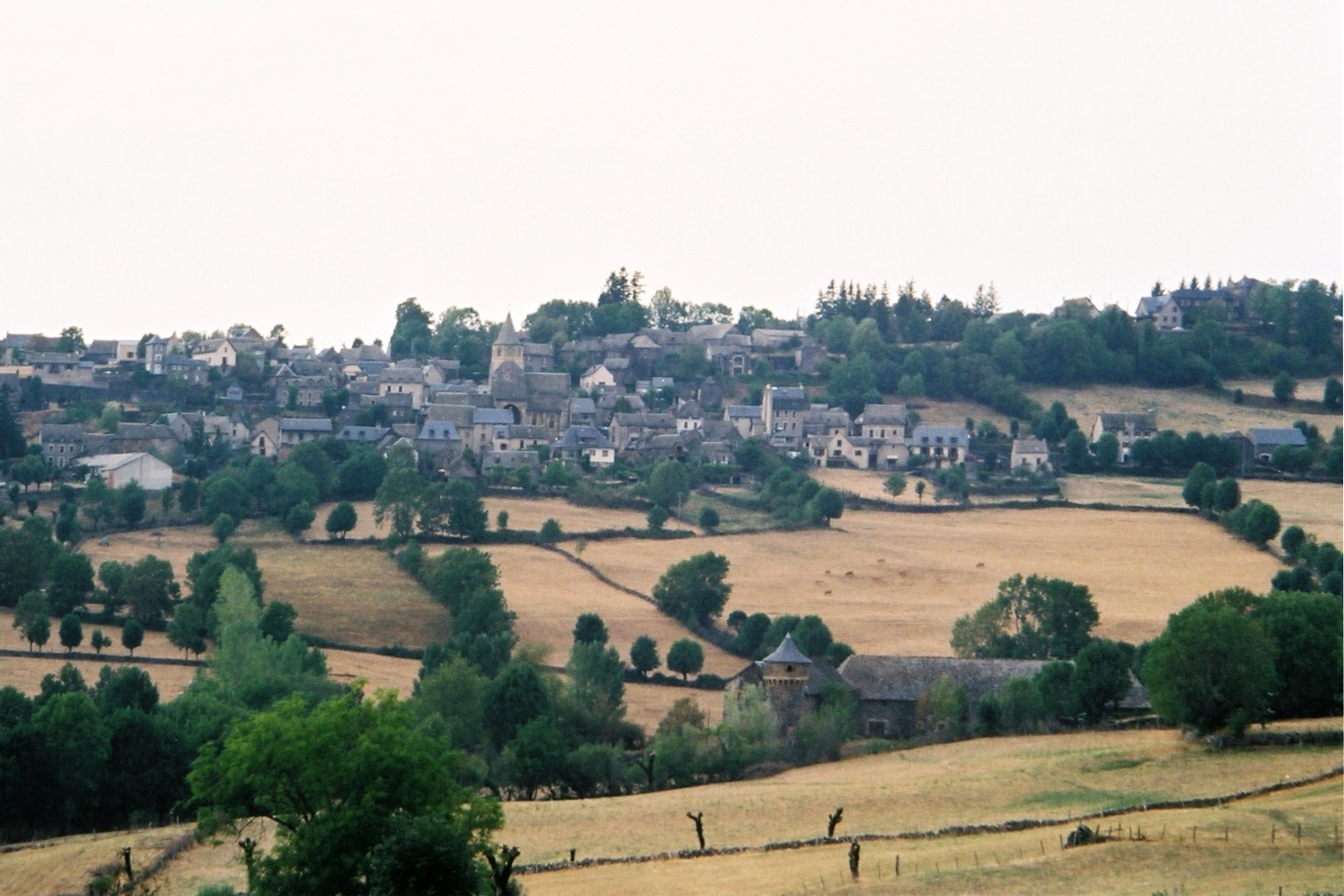
Прад-д’Обрак
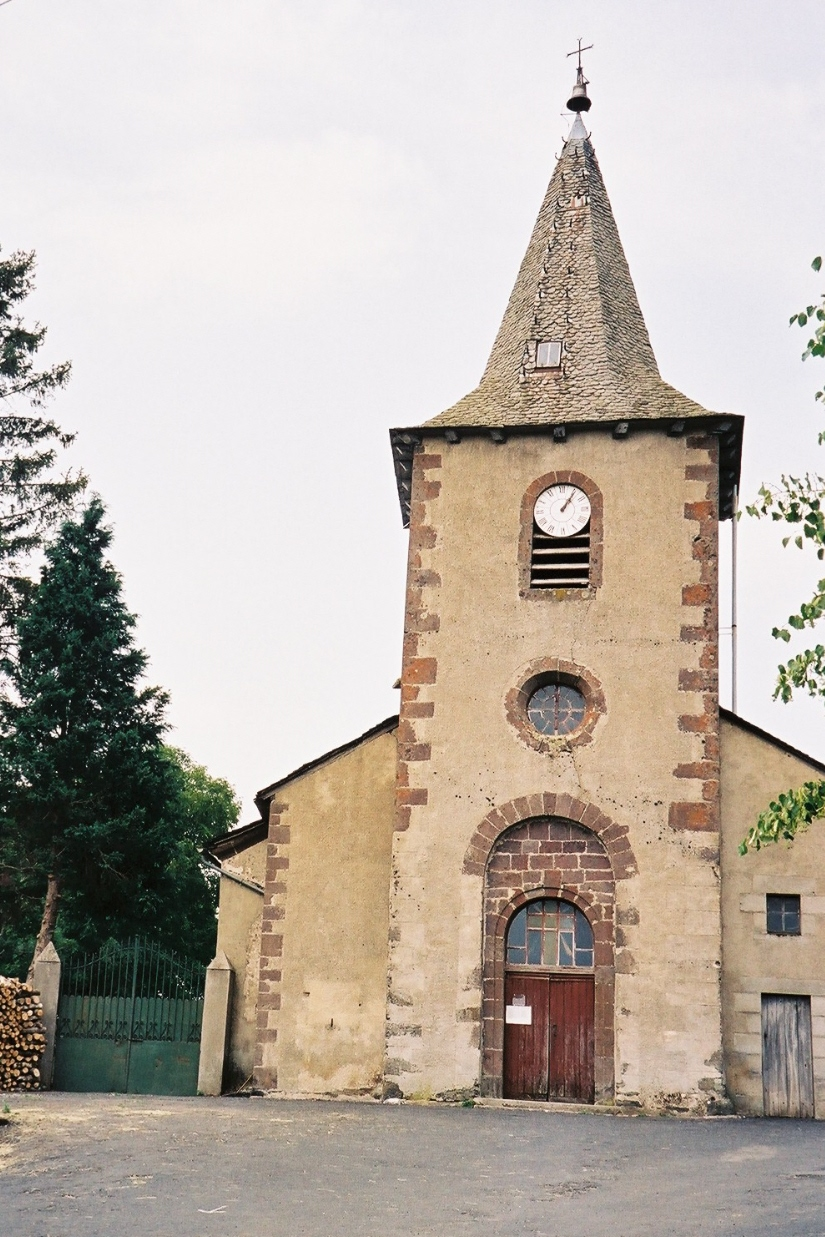
Церковь Борн
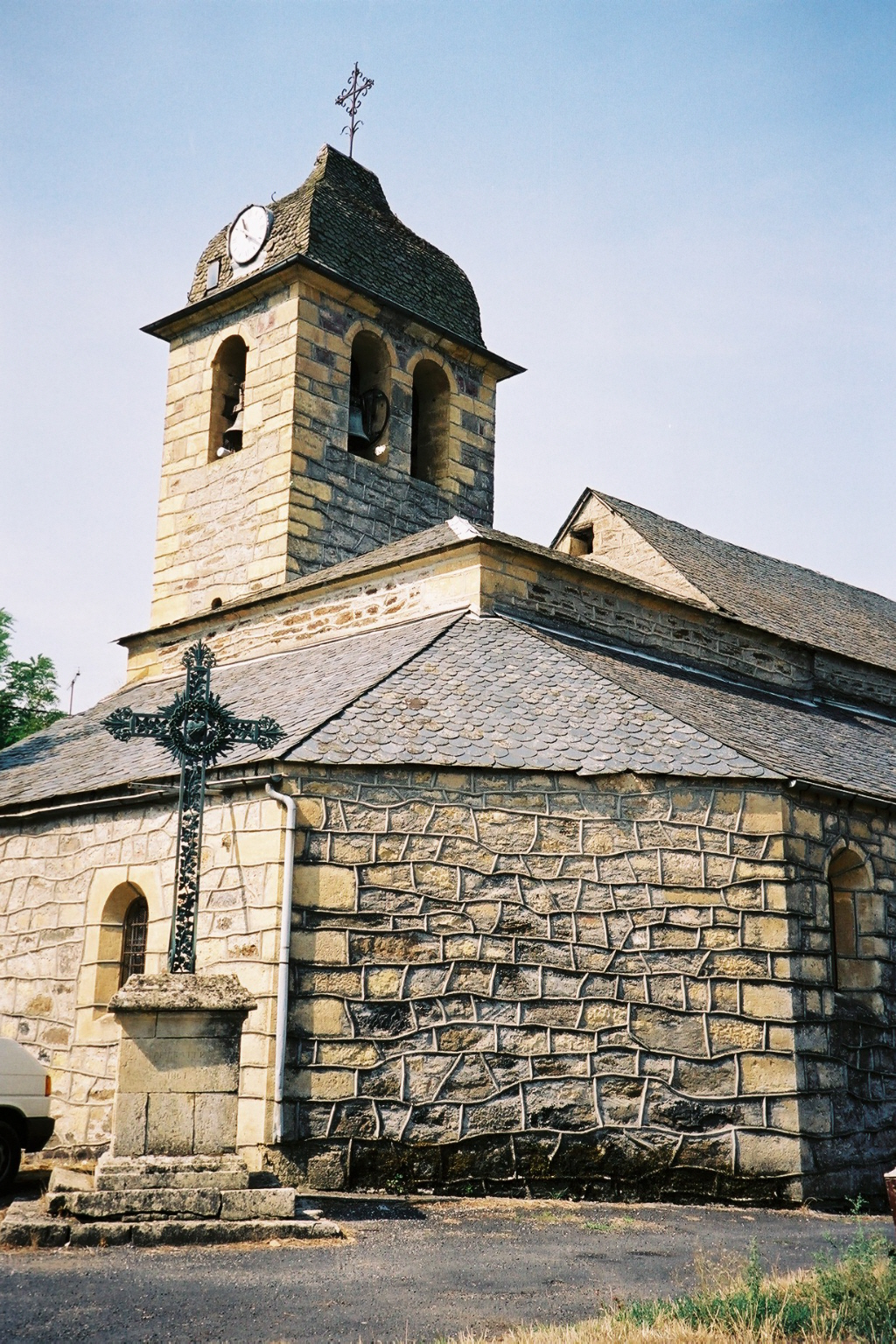
Церковь Люне
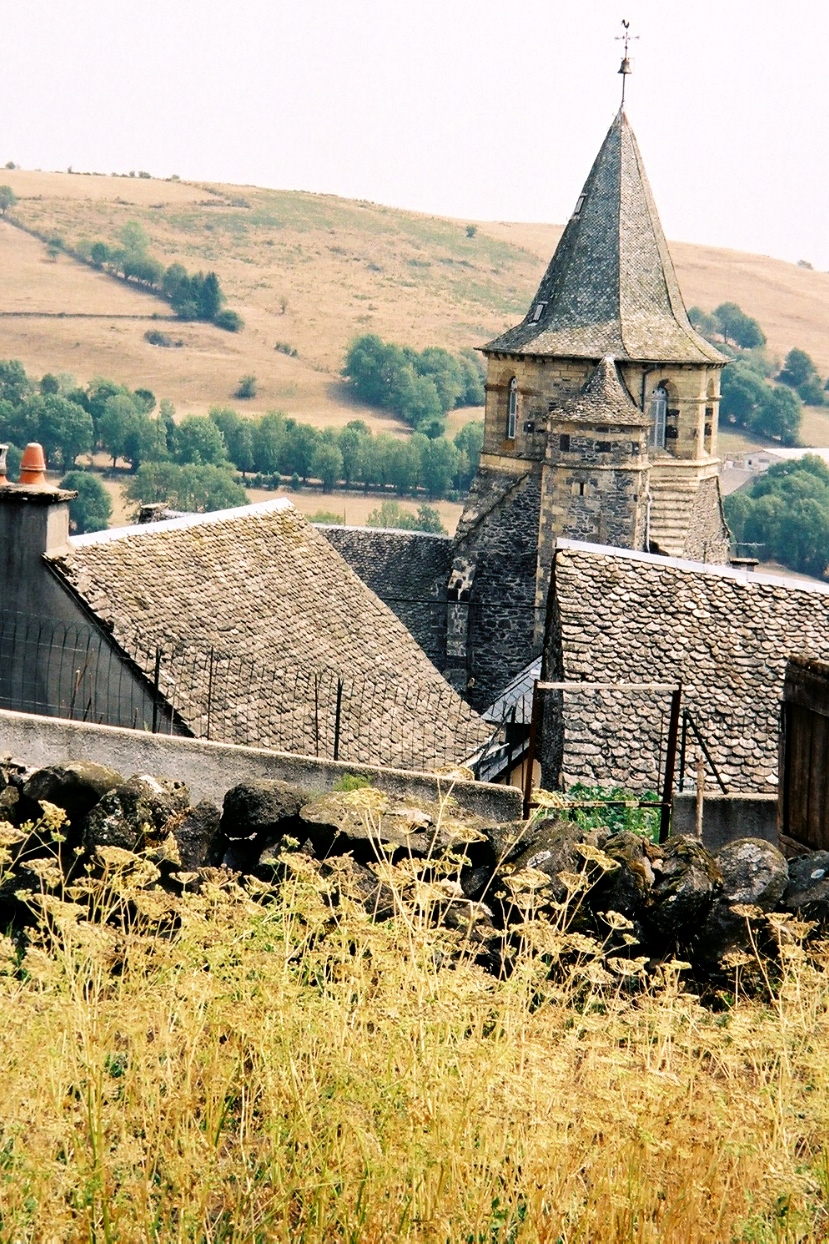
Церковь Сен-Лоран